# Argia tupi
Argia tupi är en trollsländeart som beskrevs av Philip Powell Calvert 1909. Argia tupi ingår i släktet Argia och familjen dammflicksländor. Inga underarter finns listade i Catalogue of Life.